# Wisseloordstudio's

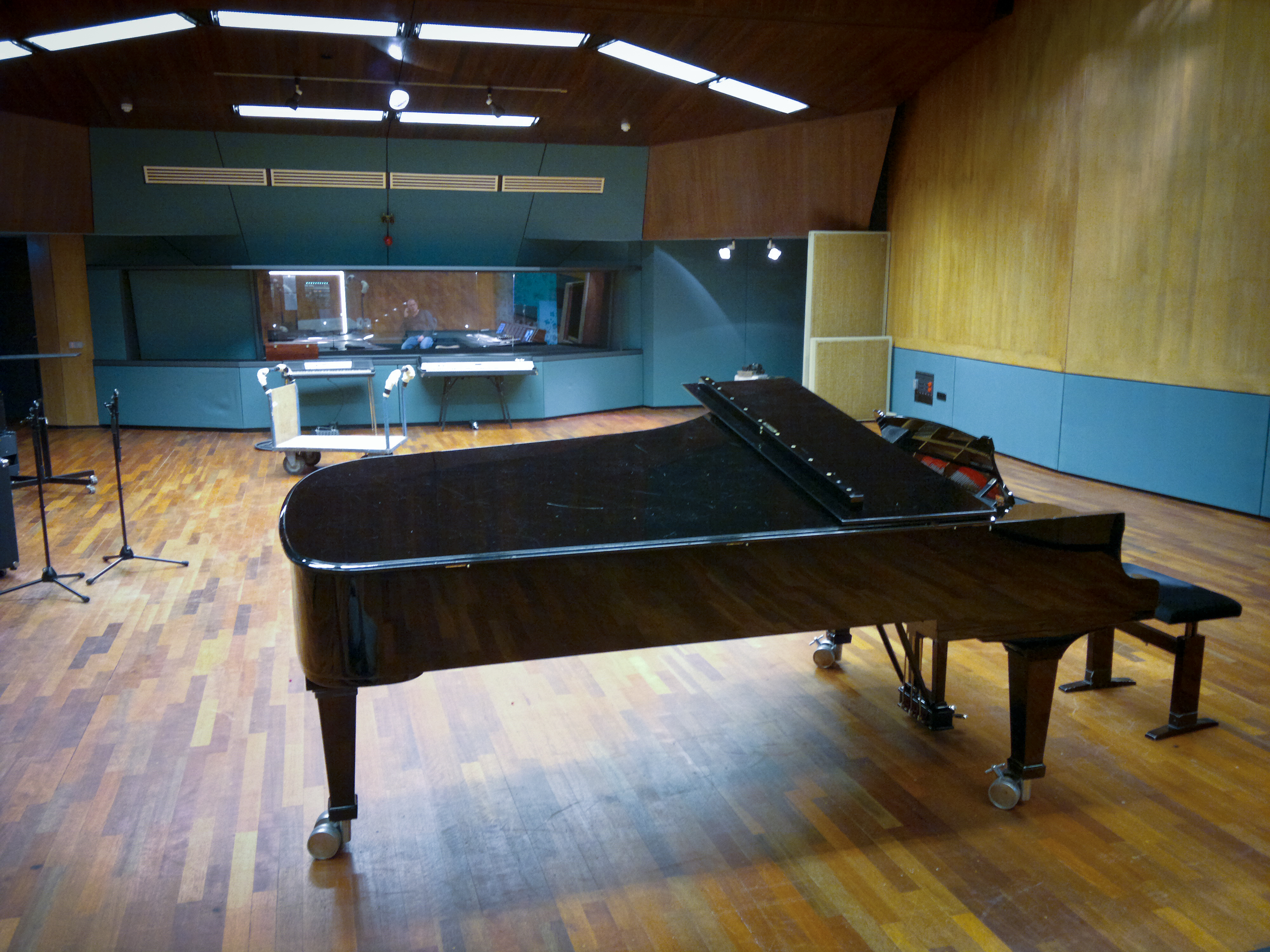
Studio 1

De Wisseloordstudio's zijn een studiocomplex in de bossen van Hilversum dat in 1978 werd gebouwd en in 1979 door platenlabel PolyGram en eigenaar Philips werd geopend. PolyGram bezat in die tijd een studio aan de Honingstraat en wilde een toonaangevende studio bouwen van internationale allure. Aanvankelijk waren de studio's uitsluitend bedoeld voor artiesten die bij PolyGram onder contract stonden. Het complex bestond uit drie identieke controlekamers waaraan studio's van verschillende afmetingen waren verbonden. Daarnaast was er een bewerkingskamer waar kopieën van tweesporenopnamen gemaakt konden worden. Die ruimte is later veranderd in een masteringruimte.
Gebruikers van het eerste uur waren vooral Nederlandse artiesten zoals Golden Earring, André Hazes, BZN en  The Scene, maar later kwamen ze overal vandaan. Grote namen waren onder andere ELO, Elton John, The Police, Sting, David Bowie, Michael Jackson, Scorpions, Peter Maffay, The Rolling Stones, Telly Savalas, Tina Turner, U2, Iron Maiden, Chris Brown en de Foo Fighters. 
In 1998 verkocht de toenmalige Philips-topman, Cor Boonstra, PolyGram aan drankenconcern Seagrams, dat met Universal al een belang had in de muziekindustrie. Philips was na het uitkopen van Siemens volledig eigenaar geworden van PolyGram. Uiteindelijk werden de muziekonderdelen afgestoten en gingen de Wisseloordstudio's in 2009 failliet.
In oktober 2010 kreeg de studio een nieuw creatief en zakelijk team, dat het besluit nam om Wisseloord grondig te verbouwen teneinde de studio's weer aan alle moderne eisen te laten voldoen. De opnameruimtes van studio 1 en 2 zijn vrijwel gelijkgebleven, maar de controlekamers met bijbehorende apparatuur zijn volledig opnieuw gebouwd, met nieuw design en akoestische aanpassingen. Daarnaast zijn er op de plek waar vroeger studio 3 zat, twee moderne masteringruimten gecreëerd. De officiële (her)opening van Wisseloord vond plaats op 25 maart 2012.